# Novy čas
Novy čas (in bielorusso Новы час?; «Tempo nuovo» in italiano) è un settimanale indipendente pubblicato in Bielorussia.

## Storia
Novy čas è stato fondato il 1º marzo 2007 come successore di Zgoda che era stato chiuso nello stesso anno. L'editore è l'istituto per la lingua bielorussa Francysk Skaryna. L'istituto pubblica anche il giornale Naša Slova e il magazine giovanile Verasenʹ. La redazione centrale di Novy čas è nella capitale Minsk e il giornale di caratterizza per la linea editoriale liberale e indipendente.
Nel giugno 2009 Novy čas ha vinto il premio Zeit, promosso dalla fondazione tedesca Zeit-Stifung Ebelin und Gerd Bucerius.

## Incidenti
Poco dopo l'inizio delle pubblicazioni Novy čas è stato chiuso per poi riprendere l'attività il 25 maggio 2007. Il giornale ha ricevuto un avvertimento dalle autorità bielorusse alla fine del 2007. Nel giugno del 2010 il giornale ha ricevuto un avvertimento anche dal ministero dell'informazione bielorusso a causa dell'assenza del patronimico nel nome del direttore e di un codice a barre. Il giornale è stato rimosso dalla rete di distribuzione nazionale.
Durante le proteste che sono seguite alle elezioni presidenziali in Bielorussia del 2020 alcuni giornalisti della Novy čas sono stati arrestati.
Il 28 maggio 2021 il vice prosecutore generale della Repubblica di Bielorussia, Maksim Varonin, ha inviato un avvertimento alla direttrice di Novy čas. A Voronin non erano piaciuti tre articoli pubblicati sul giornale a febbraio e aprile 2021. L'avvertimento, scritto in russo, conteneva alcune citazioni da questi articoli scritti in bielorusso anche se le traduzioni – dal bielorusso al russo – erano sbagliate. Il 7 giugno 2021 Belpost, il servizio postale bielorusso, ha rifiutato di rinnovare l'accordo per distribuire Novy čas ai lettori abbonati anche nella seconda metà del 2021.
Dal 28 ottobre 2021, il nome di dominio di Novy čas novychas.by non può essere aperto in Bielorussia e in altri paesi del mondo. A causa del blocco del sito, i giornalisti hanno dovuto ricorrere a un altro: novychas.online.